# Манта, Энтони
Энтони Манта (англ. Anthony Mantha; 16 сентября 1994, Лонгёй, провинция Квебек, Канада) — канадский хоккеист, правый нападающий клуба НХЛ «Питтсбург Пингвинз».

## Карьера
На драфте НХЛ 2013 года выбран в 1-м раунде под общим 20-м номером клубом «Детройт Ред Уингз». Провёл в «Детройте» шесть сезонов, в 302 матчах набрал 194 (95+99) очка.
12 апреля 2021 года был обменян в «Вашингтон Кэпиталз» на форвардов Якуба Врану, Рихарда Паника и два выбора в 1-м и 2-м раундах драфта.
Всего за 4 сезона сыграл за «Кэпиталз» 174 матча и набрал 92 очка (44+48). В плей-офф в 11 матчах набрал 6 очков (0+6).
5 марта 2024 года был обменян в «Вегас Голден Найтс» на выбор во 2-м раунде драфта 2024 года и на выбор в 4-м раунде драфта 2026 года.
1 июля 2024 года в качестве свободного агента подписал однолетний контракт с «Калгари Флэймз» на сумму $3,5 млн.

## Семья
Родной дед Энтони Манты — четырёхкратный обладатель Кубка Стэнли Андре Проново.

## Награды и достижения
| Приз                                           | Сезон   |       |
| ---------------------------------------------- | ------- | ----- |
| Участник матча драфт-проспектов CHL            | 2012-13 | [ 3 ] |
| Вторая сборная Всех звёзд QMJHL                | 2012—13 |       |
| Лучший игрок года CHL                          | 2013—14 |       |
| Первая сборная Всех звёзд QMJHL                | 2013—14 |       |
| Жан Беливо Трофи                               | 2013—14 |       |
| Мишель Бриер Мемориал Трофи                    | 2013—14 |       |
| Сборная Всех звёзд Молодёжного Чемпионата Мира | 2014    |       |

## Статистика
| Легенда | Легенда                    | Легенда | Легенда                   | Легенда | Легенда    |
| ------- | -------------------------- | ------- | ------------------------- | ------- | ---------- |
| И       | Количество проведённых игр | Штр     | Штрафное время            | +/−     | Плюс-минус |
| Г       | Голы                       | П       | Голевые передачи          | О       | Очки       |
| -       | Статистика неизвестна      | —       | Статистика не учитывалась |         |            |

## Награды
Бронзовая медаль на Чемпионате мира по хоккею с шайбой среди юниорских команд в составе сборной Канады в 2012 году.
Лучший игрок года Канадской хоккейной лиги 2014 года.